# György Kulin
| Asteroizi descoperiți: 21 | Asteroizi descoperiți: 21 | Asteroizi descoperiți: 21 |
| ------------------------- | ------------------------- | ------------------------- |
| 1436 Salonta              | 11 decembrie 1936         |                           |
| 1441 Bolyai               | 26 noiembrie 1937         |                           |
| 1442 Corvina              | 29 decembrie 1937         |                           |
| 1444 Pannonia             | 6 ianuarie 1938           |                           |
| 1445 Konkolya             | 6 ianuarie 1938           |                           |
| 1452 Hunnia               | 26 februarie 1938         |                           |
| 1489 Attila               | 12 aprilie 1939           |                           |
| 1513 Matra                | 10 martie 1940            |                           |
| 1538 Detre                | 8 septembrie 1940         |                           |
| 1546 Izsak                | 28 septembrie 1941        |                           |
| 1710 Gothard              | 20 octombrie 1941         |                           |
| 2043 Ortutay              | 12 noiembrie 1936         |                           |
| 2058 Roka                 | 22 ianuarie 1938          |                           |
| 2242 Balaton              | 13 octombrie 1936         |                           |
| 2712 Keaton               | 29 decembrie 1937         |                           |
| 2738 Viracocha            | 12 martie 1940            |                           |
| 3019 Kulin                | 7 ianuarie 1940           |                           |
| 3380 Awaji                | 15 martie 1940            |                           |
| 3427 Szentmartoni         | 6 ianuarie 1938           |                           |
| 7317 Cabot                | 12 martie 1940            |                           |
| (10258) 1940 AB           | 6 ianuarie 1940           |                           |

György Kulin (n. 28 ianuarie 1905, Salonta, Bihor, România – d. 22 aprilie 1989, Budapesta, Republica Populară Ungară)  a fost un astronom maghiar.
Kulin a descoperit 21 de asteroizi și a co-descoperit cometa C/1942 C1 Whipple-Bernasconi-Kulin.
În afară de astronomie s-a interesat și de literatura științifico-fantastică, scriind câteva romane.
Probabil, fără exagerare, este considerat părintele astronomiei de amatori din Ungaria.
În limba română, romanul lui Kulin György și Fábián Zoltán Üzen a nyolcadik bolygó a fost tradus de Eugen Hadai și publicat ca Mesajul celei de-a opta planete în Colecția „Povestiri științifico-fantastice” nr. 263-268 din 1966. Un alt roman al celor doi scriitori, Az ellentmondások bolygója, a fost tradus ca Planeta contradicțiilor în Colecția „Povestiri științifico-fantastice” nr. 368-371 din 1970.

## Vezi și
- Științifico-fantasticul în Ungaria